# Destruction achéménide d'Athènes
La destruction achéménide d'Athènes a été accomplie par l'armée achéménide de Xerxès Ier  lors de la deuxième invasion perse de la Grèce et s'est produite en deux phases sur une période de deux ans, en 480-479 av. J.-C.

## Première phase: Xerxès Ier(480 av. J.-C.)

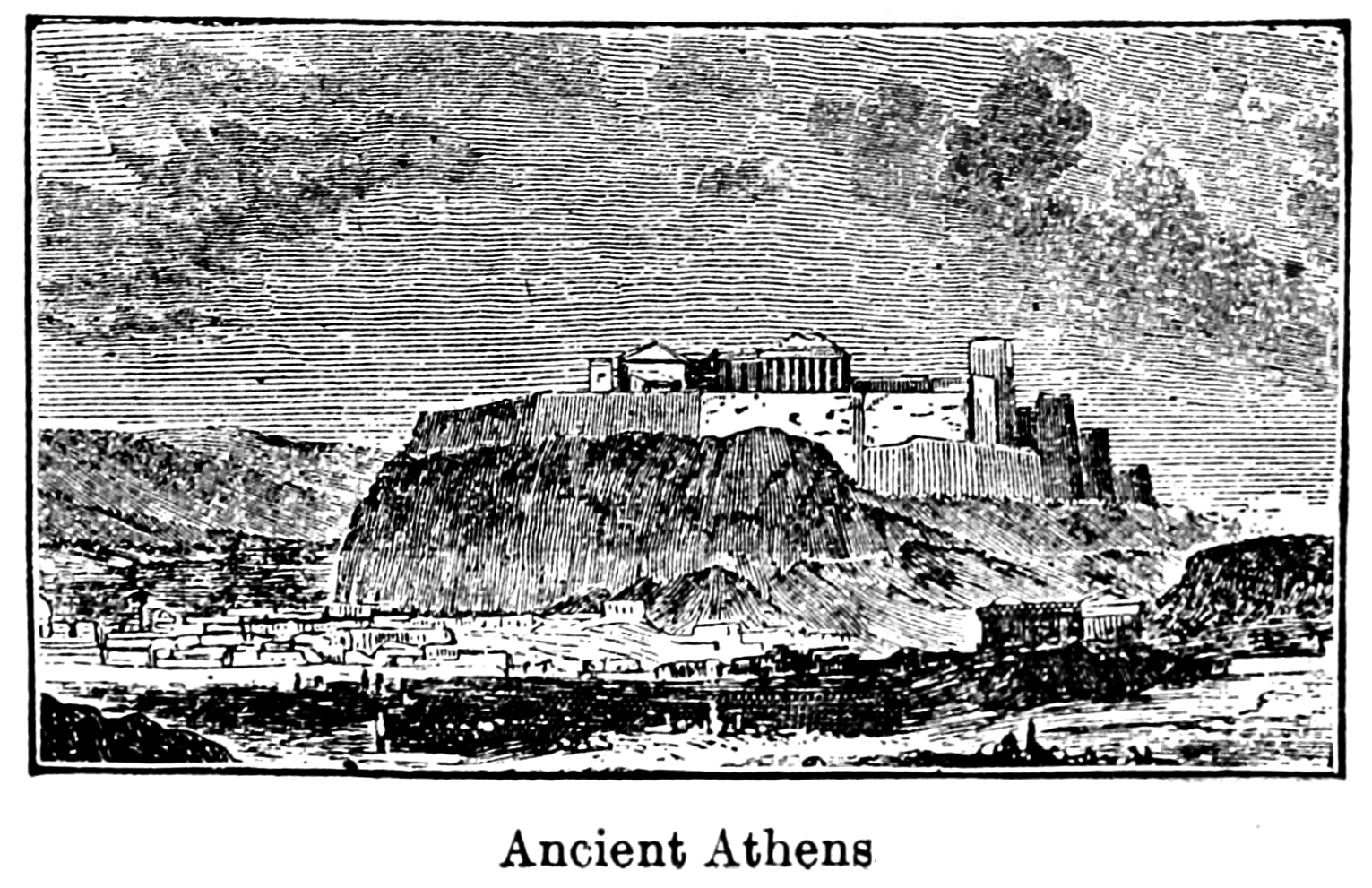
« La Citadelle d'Athènes » à l'époque de Xerxès (reconstitution 1900).

En 480 av. J.-C., après la victoire de Xersès Ier  à la bataille des Thermopyles, toute la Béotie tomba aux mains de l'armée achéménide. Les deux villes qui avaient résisté à Xerxès, Thespies et Platées, furent conquises et rasées. L'Attique fut également laissée ouverte à l'invasion, et la population restante d'Athènes fut ainsi évacuée, avec l'aide de la flotte alliée, vers Salamine. Les alliés du Péloponnèse ont commencé à préparer une ligne défensive à travers l'isthme de Corinthe, en construisant un mur et en démolissant la route de Mégare, abandonnant ainsi Athènes aux Perses.
Athènes est tombée une première fois en septembre 480 av. J.-C.. Le petit nombre d'Athéniens qui s'étaient barricadés sur l'Acropole fut finalement vaincu, et Xerxès ordonna alors d'incendier Athènes. L'Acropole a été rasée et le Vieux Temple d'Athéna ainsi que le Parthénon plus ancien ont été détruits :

« Ceux des Perses qui étaient montés allèrent d’abord aux portes, et, les ayant ouvertes, ils tuèrent les suppliants de la déesse. Quand ils les eurent massacrés, ils pillèrent le temple, mirent le feu à la citadelle, et la réduisirent en cendres. »

— Hérodote VIII.53
« Perserschutt » ou « dépôt des Perses »

De nombreux restes de statues vandalisées par les Achéménides ont été retrouvés, connus collectivement sous le nom de « Perserschutt », ou « dépôt des Perses  » :

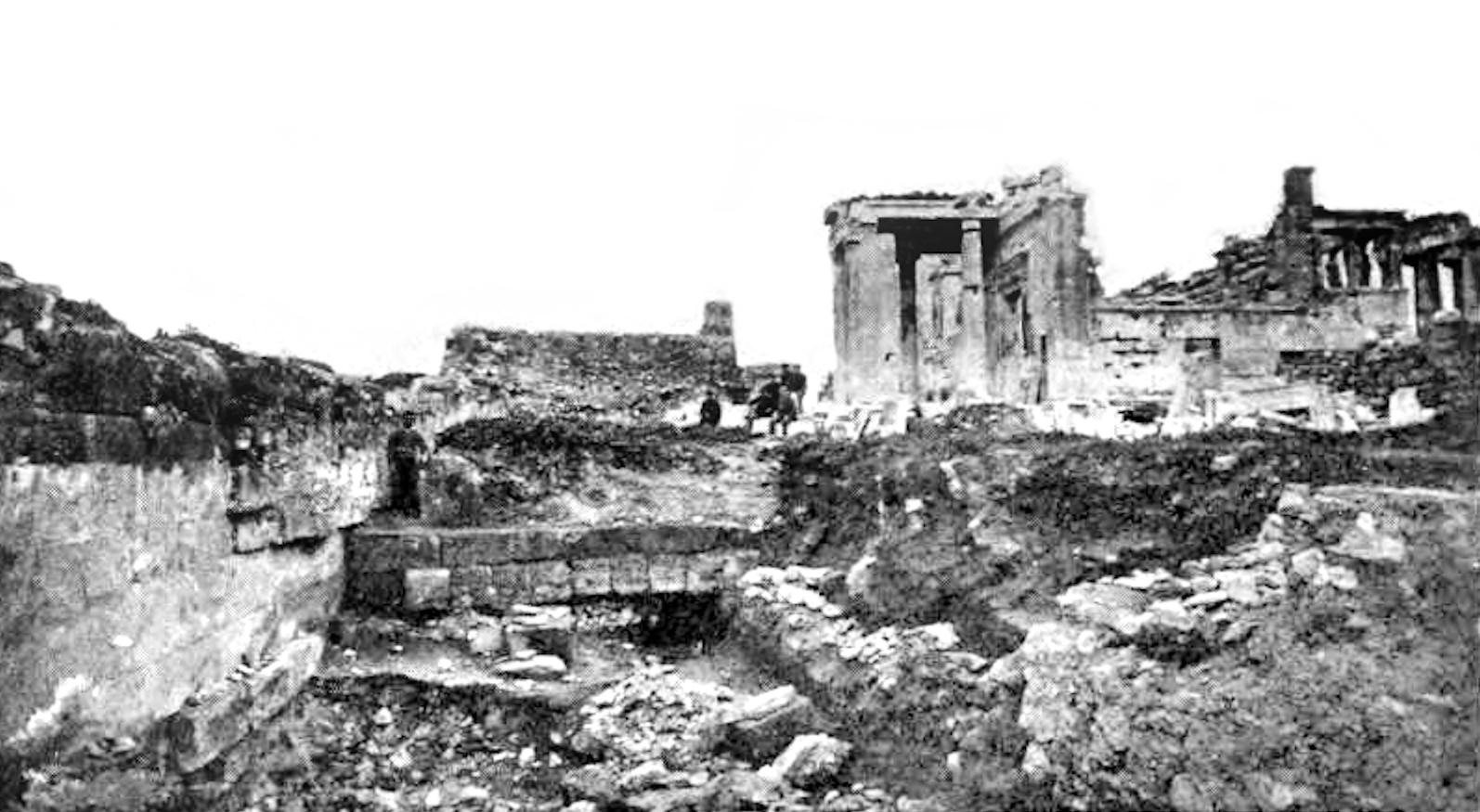
Fosse de fouille de l'Acropole où ont été trouvés des restes de statues archaïques, au nord-ouest de l'Érechthéion.
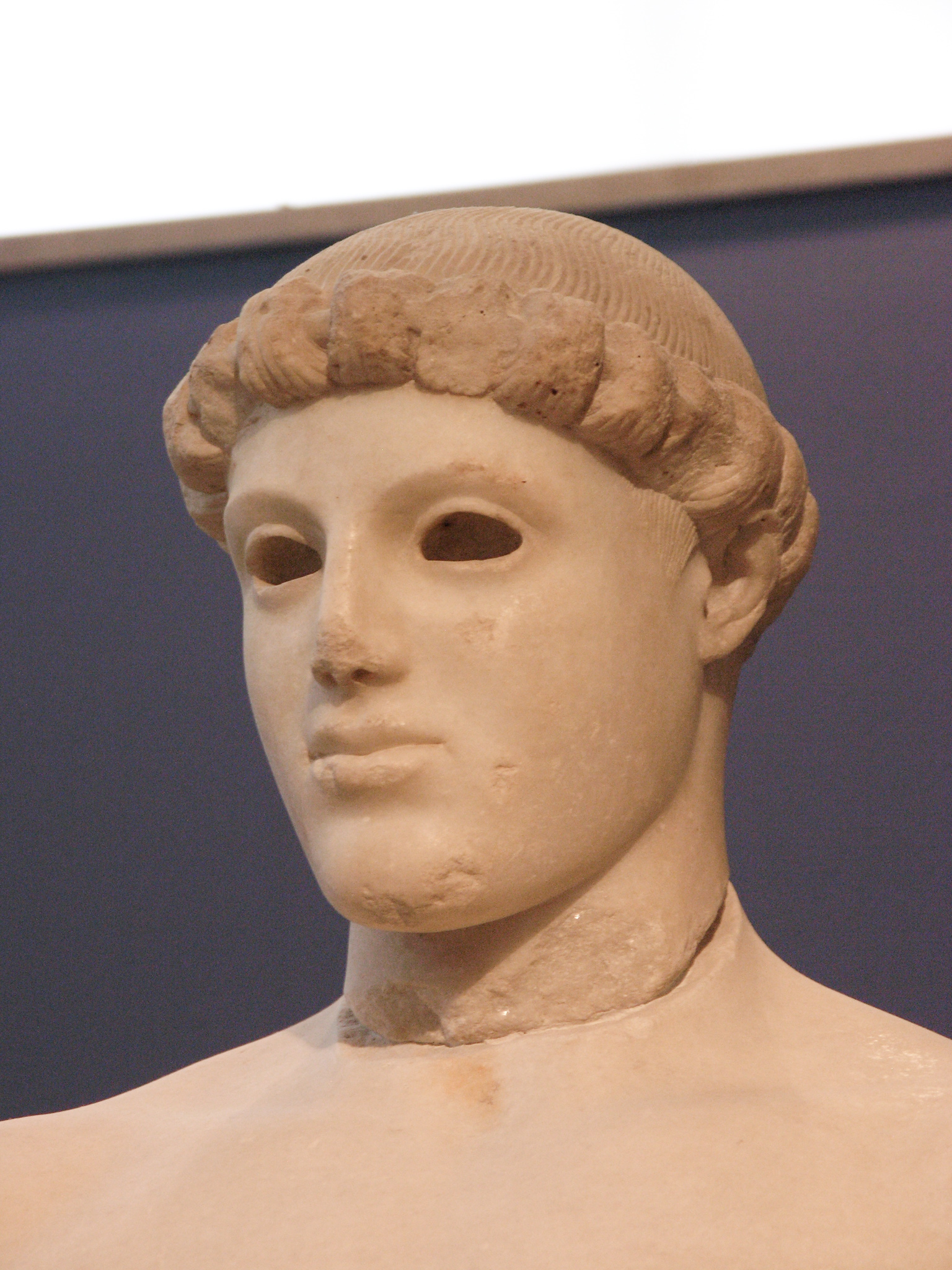
L'éphèbe de Critios été récupéré, décapité, dans le Perserschutt.
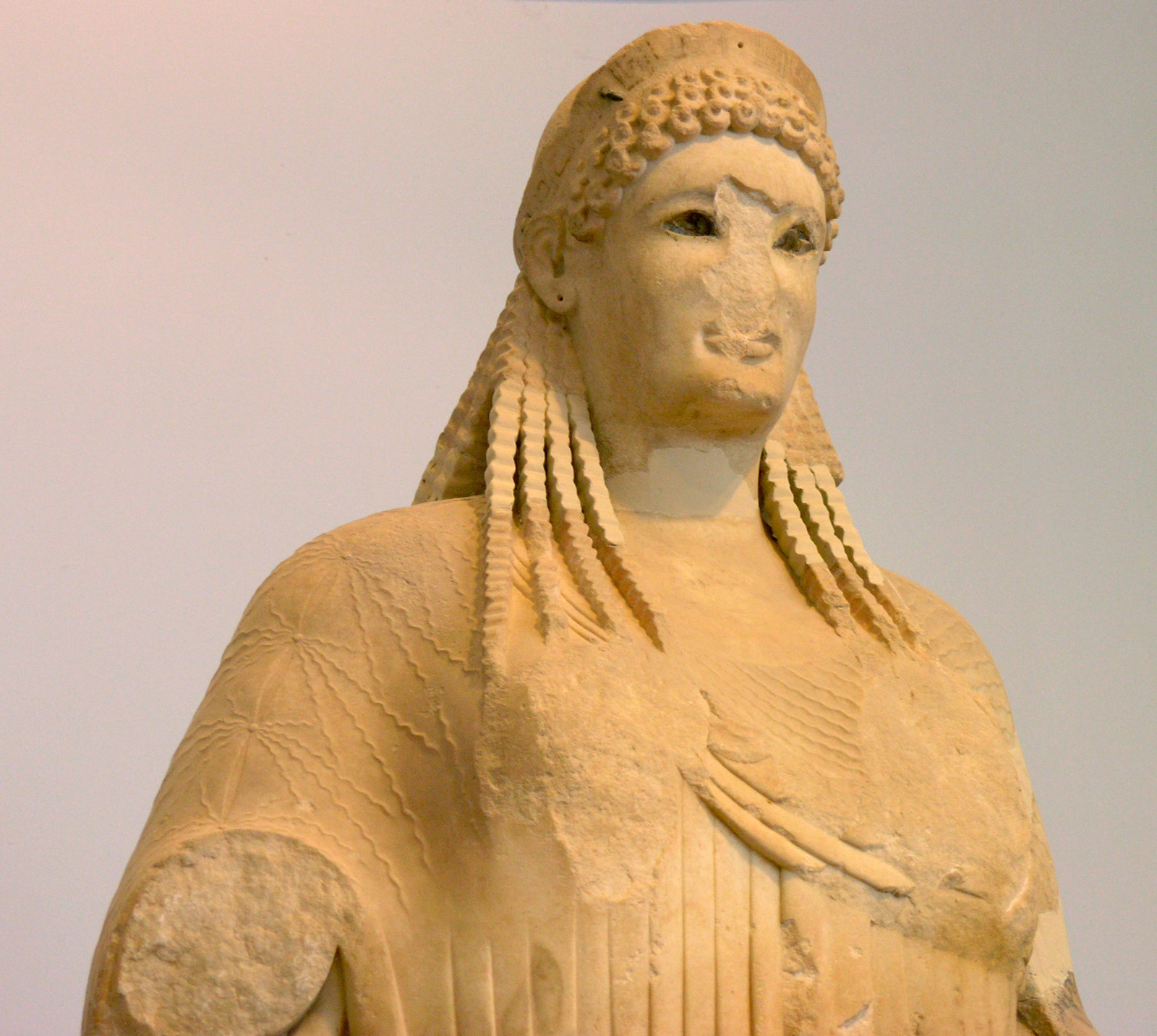
La Koré d'Anténor récupéré du Perserschutt.
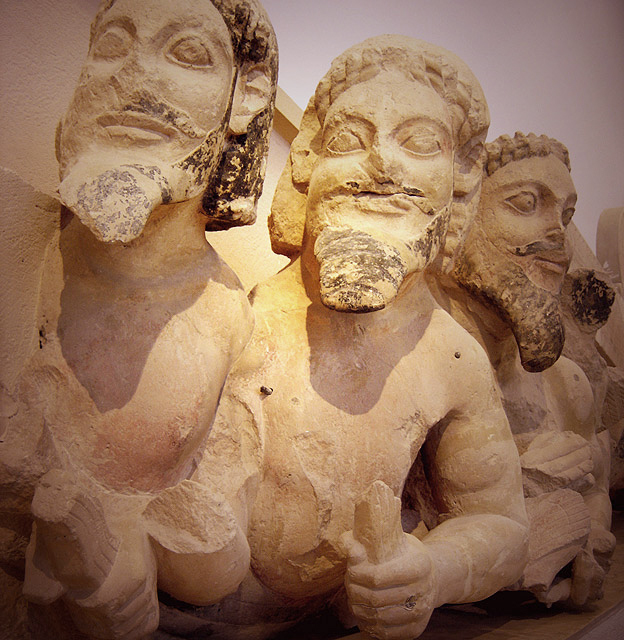
Partie du fronton Hécatompédon endommagé.
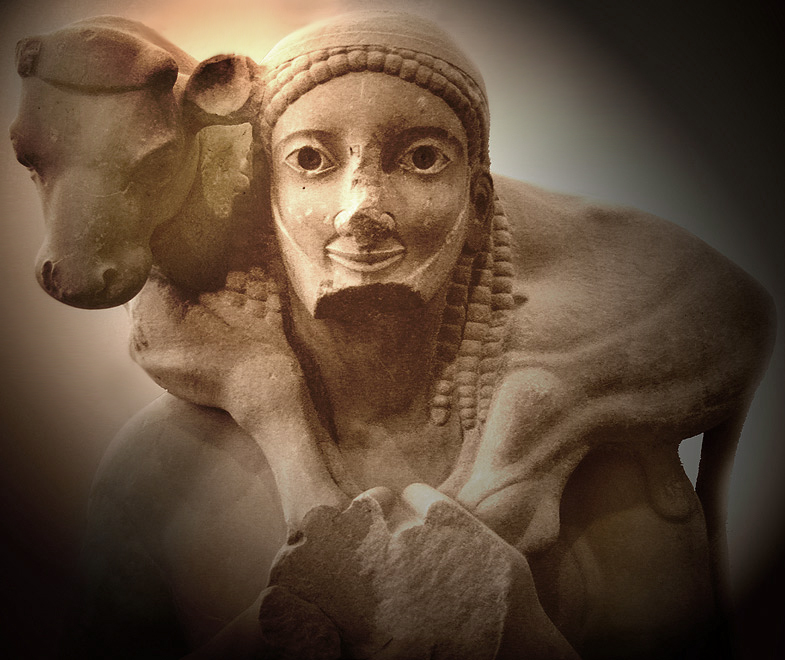
Le Moscophoros endommagé.
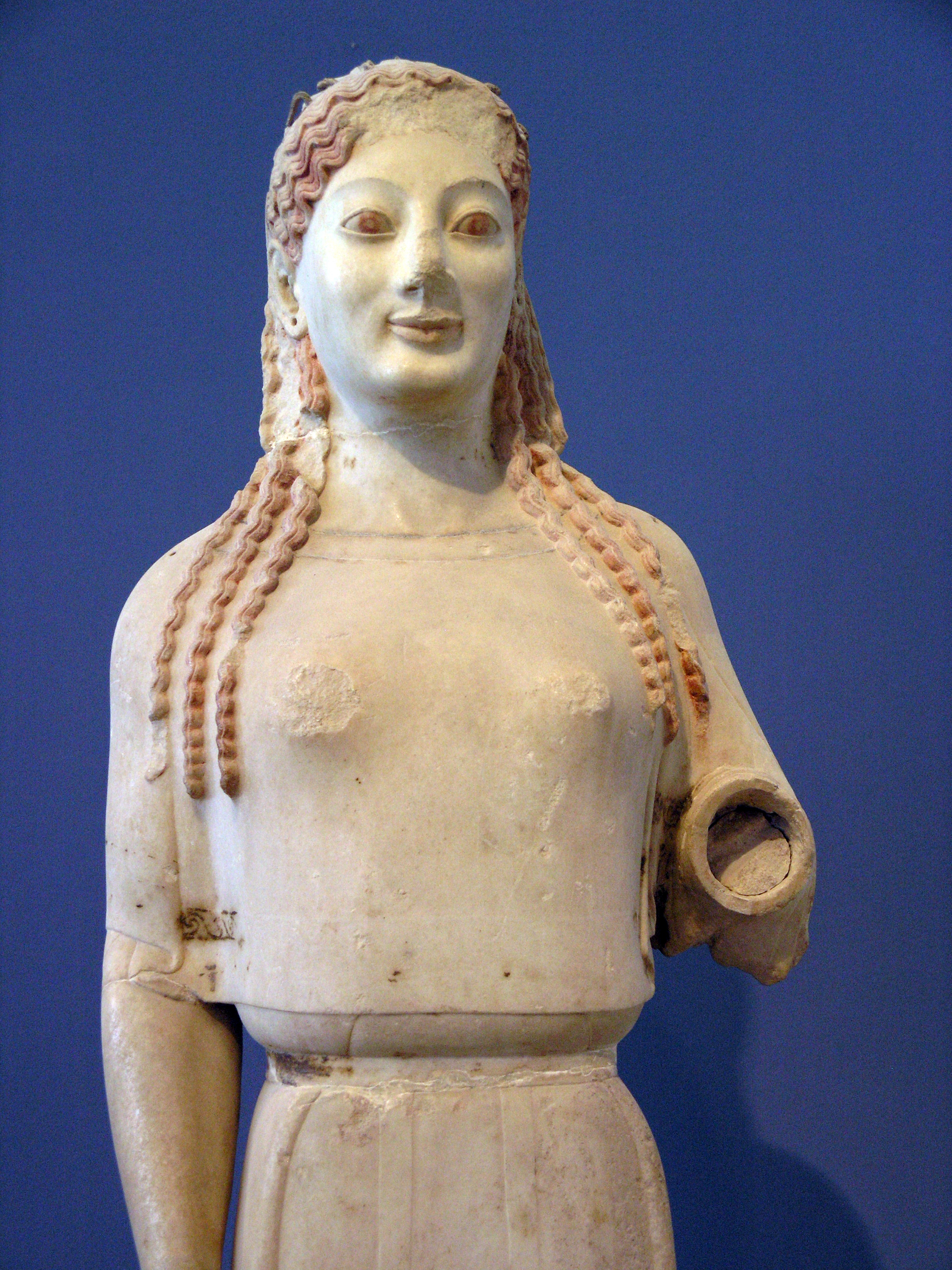
La Korè en péplos endommagées.
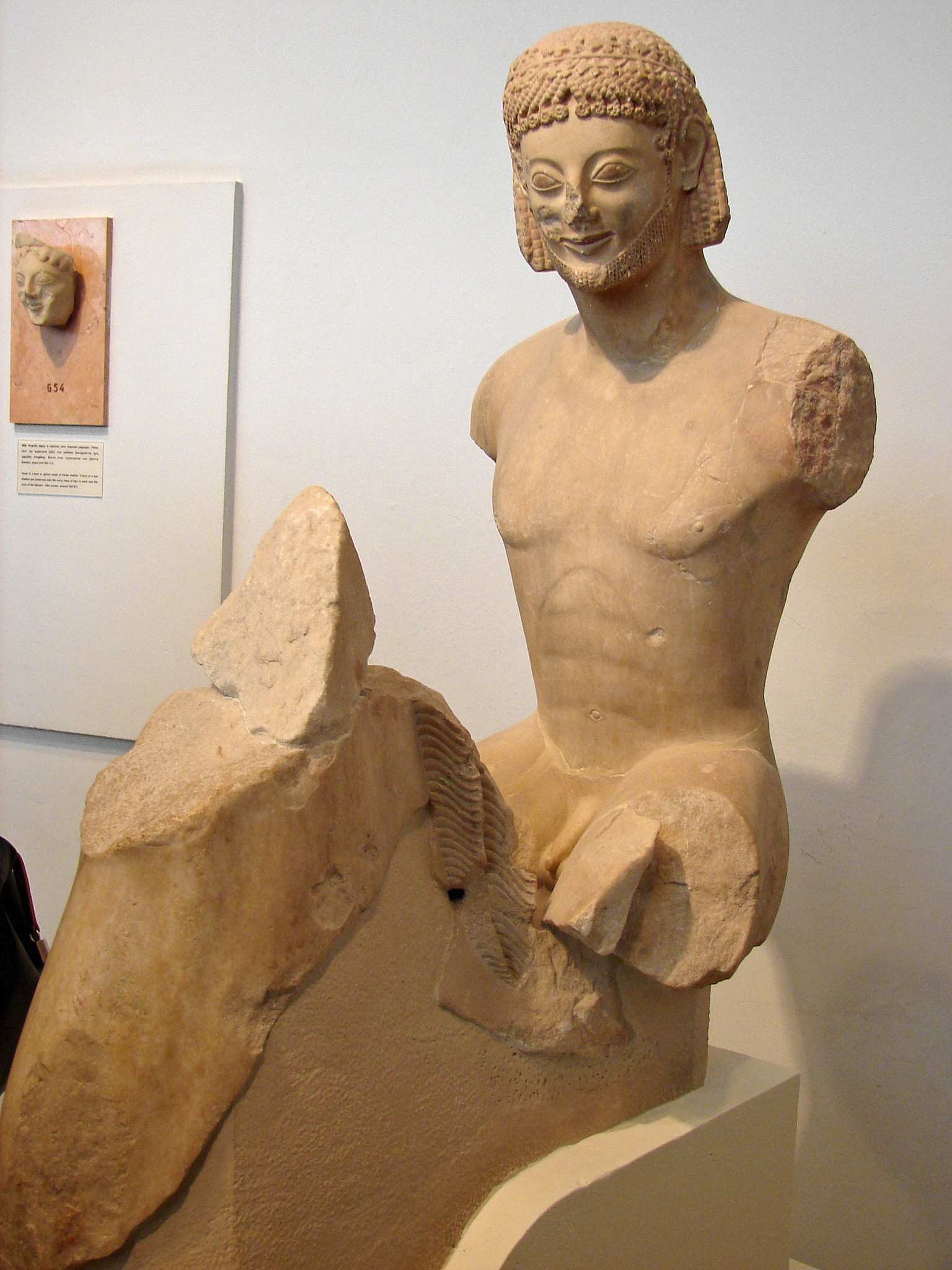
Le cavalier Rampin endommagé.
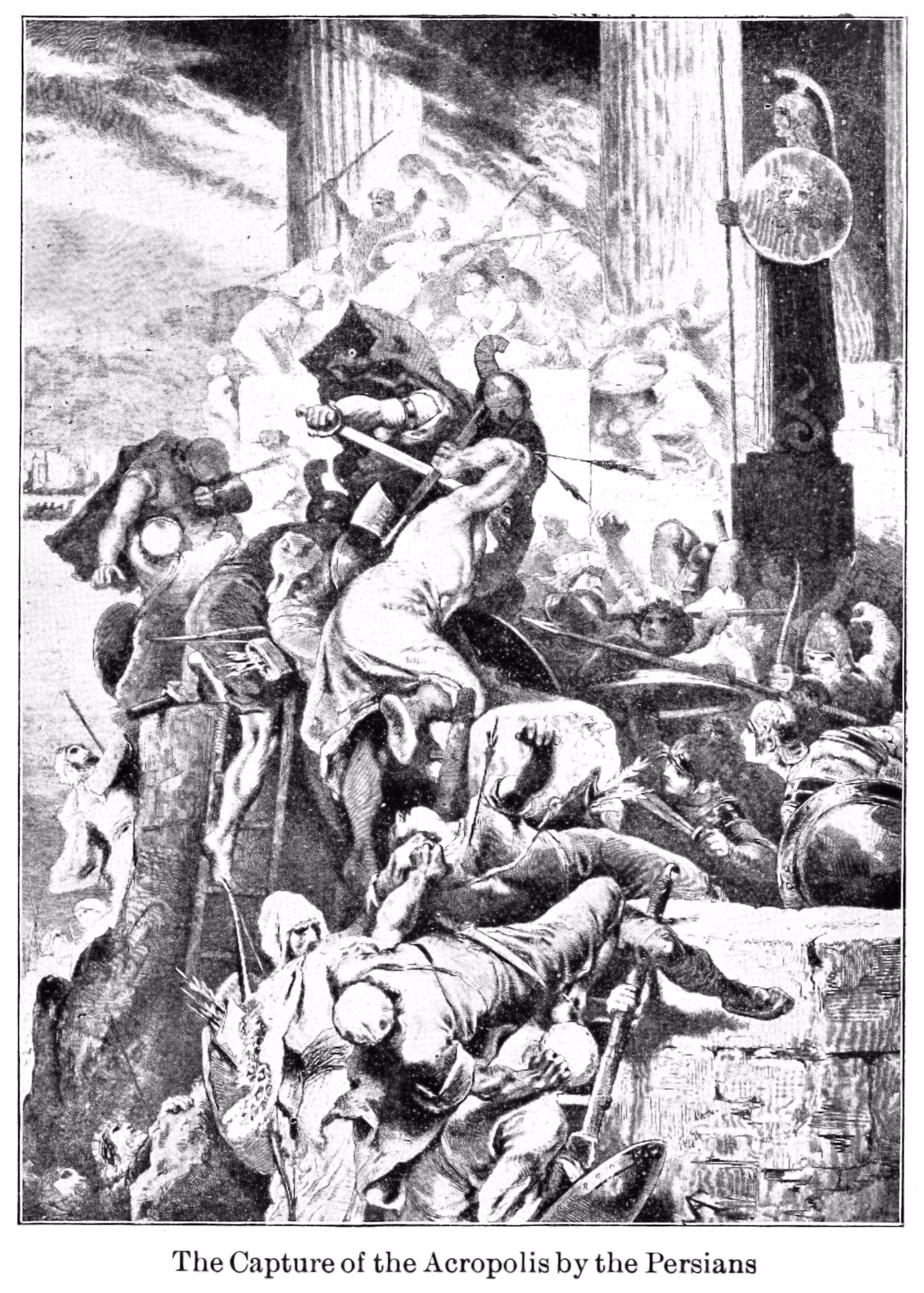
La capture de l'Acropole par les Perses

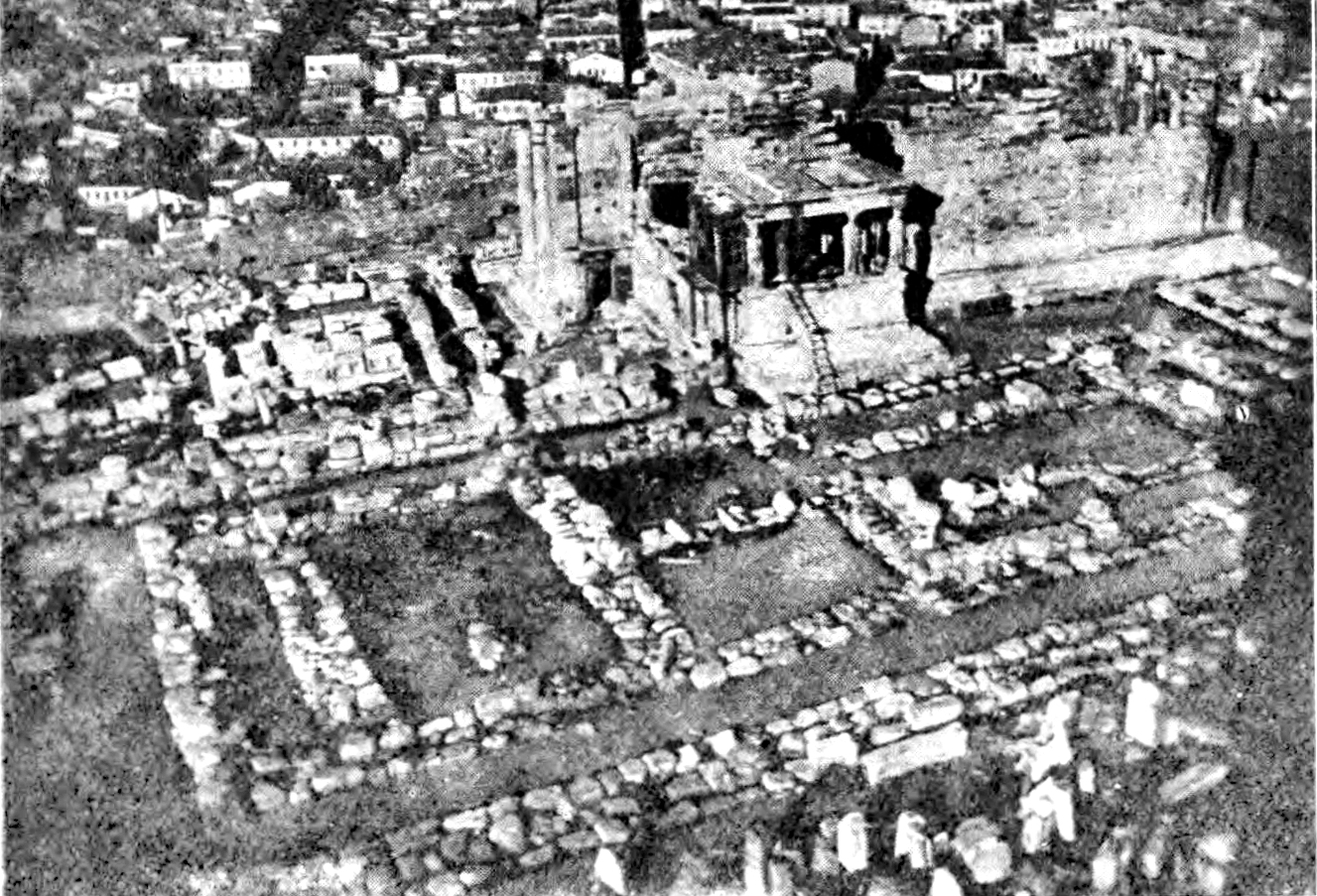
Fondations de l'ancien temple d'Athéna, détruites par les armées de Xerxès I^{er}.

La statue appelée « Niké (Victoire) de Callimaque », érigée à côté du Parthénon plus ancien en l'honneur de Callimaque et de la victoire à la bataille de Marathon, a été gravement endommagée par les Achéménides. La statue représente Niké (Victoire), sous la forme d'une femme avec des ailes, au sommet d'une colonne dédicacée. Sa hauteur est de 4,68 mètres et était en Marbre de Paros. La tête de la statue et des parties du torse et des mains n'ont pas été retrouvées.
Xerxès a également emporté une partie de la statuaire, comme la statue en bronze d'Harmodius et Haristogiton, « les tueurs de tyran », qui a été récupérée par Alexandre le Grand dans la capitale achéménide de Suse deux siècles plus tard.
En septembre cependant, Xerxès Ier a perdu une grande partie de sa flotte battue par les Grecs lors de la bataille de Salamine. La supériorité navale des Perses étant dépassée, Xerxès craignit que les Grecs ne naviguent vers l'Hellespont et détruisent les ponts flottants. Selon Hérodote, Mardonios s'est porté volontaire pour rester en Grèce et achever la conquête avec des troupes triées sur le volet, tout en conseillant à Xerxès de se retirer en Asie avec le gros de l'armée. Toutes les forces perses ont abandonné l'Attique, Mardonios hivernant en Béotie et en Thessalie.
Certains Athéniens purent ainsi regagner leur ville incendiée pour l'hiver. Ils durent l'évacuer à nouveau devant une deuxième avance de Mardonios en juin 479 av. J.-C..

## Deuxième phase: Mardonios (479 av. J.-C.)
Mardonios est resté avec le reste des troupes achéménides dans le nord de la Grèce. Il a choisi certaines des meilleures troupes pour rester avec lui en Grèce, en particulier les Immortels, les Mèdes, les Scythes, les Bactriens et les Indiens. Hérodote a décrit la composition des principales troupes de Mardonios, :
"Mardonios y choisit d’abord tous les Perses appelés Immortels, sauf Hydarnes II leur général, qui disait qu’il ne quitterait pas la personne du roi ; et ensuite, les cuirassiers persans, et les mille chevaux, et les Mèdes et les Sacae et les Bactrianes et les Indiens, comme leurs valets de pied et le reste des cavaliers. Il a choisi ces nations entières ; du reste de ses alliés, il a choisi quelques-uns de chaque peuple, les hommes les plus bons et ceux qu’il savait avoir fait un bon service... Ainsi le nombre total, avec les cavaliers, s’éleva à trois cent mille hommes."
— Hérodote VIII, 113.

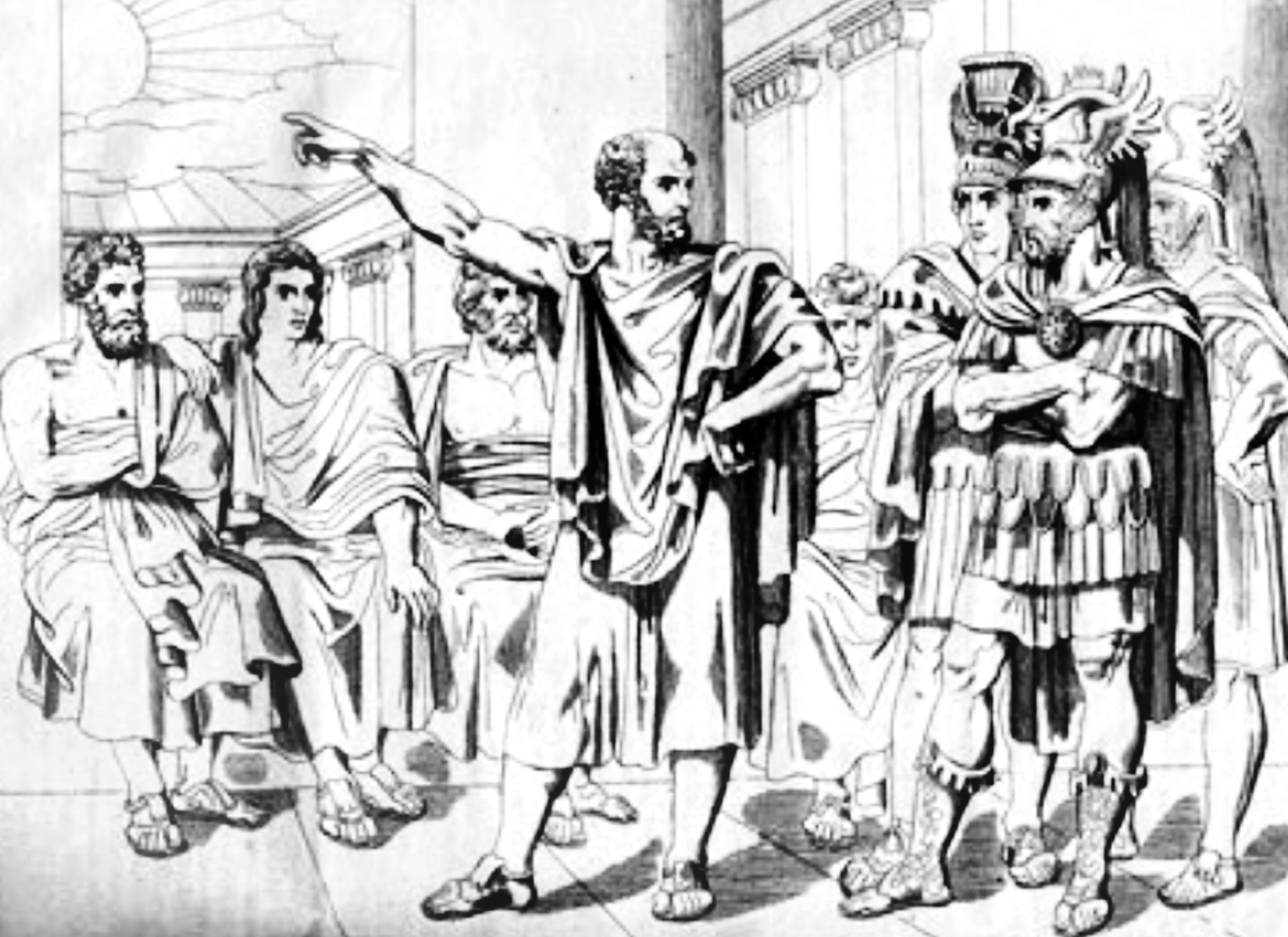
Réponse d' Aristide aux ambassadeurs de Mardonius : "Tant que le soleil tiendra sa course actuelle, nous ne nous réconcilierons jamais avec Xerxès".

Mardonios est resté en Thessalie, sachant qu'une attaque sur l'isthme était inutile, tandis que les Alliés refusaient d'envoyer une armée hors du Péloponnèse.
Mardonios a tenté de sortir de l'impasse, en offrant la paix, l'autonomie gouvernementale et l'expansion territoriale aux Athéniens (dans le but qu'ils retirent ainsi leur flotte des forces alliées), en utilisant Alexandre Ier de Macédoine comme intermédiaire. Les Athéniens se sont assurés qu'une délégation spartiate était sur place pour entendre l'offre, mais l'ont rejetée. Athènes fut ainsi évacuée de nouveau, et les Perses marchèrent vers le sud et en reprirent possession.
Mardonios a entraîné une destruction encore plus complète de la ville, et certains auteurs ont estimé que la ville avait été véritablement rasée au cours de cette deuxième phase. Selon Hérodote, après la rupture des négociations :

« (Mardonios) a brûlé Athènes, et a complètement renversé et démoli tous murs ou maisons ou temples qui avaient été laissés debout,. »

— Hérodote IX.13

## Reconstruction

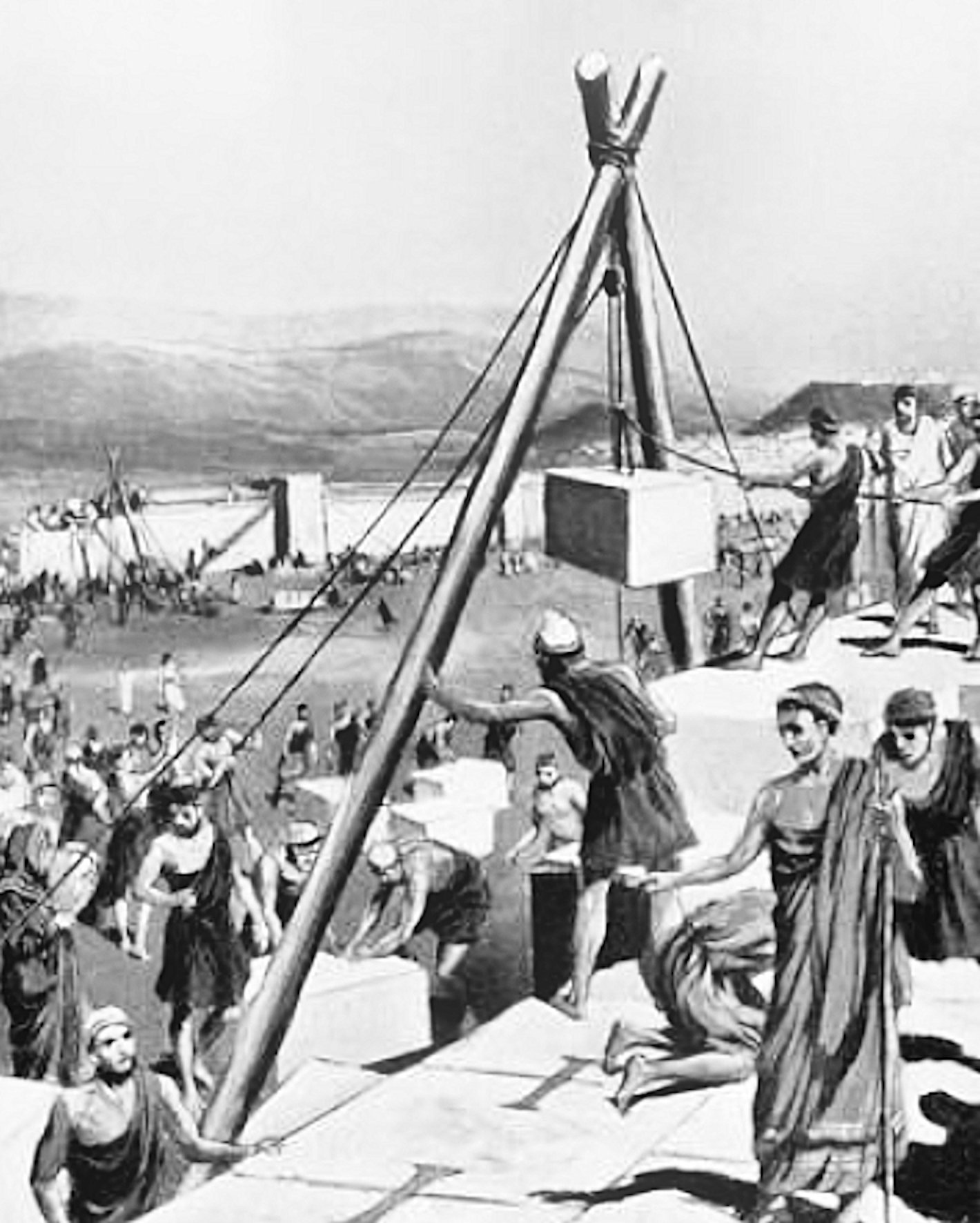
Athéniens reconstruisant leur ville sous la direction de Thémistocle.

Les Achéménides ont été battus de manière décisive lors de la bataille de Platées qui a suivi, et les Grecs ont pu récupérer Athènes, entièrement détruite. Les premiers efforts de reconstruction ont été menés par Thémistocle à l'automne 479 av. J.-C. : pour renforcer les murs de l'Acropole, il a réutilisé les restes de l'ancien Parthénon et du vieux temple d'Athéna, qui sont encore visibles aujourd'hui dans le mur nord,. Sa priorité était probablement de réparer les murs et de construire les défenses de la ville, avant même de tenter de reconstruire les temples. Cimon est quant à lui associé à la construction ultérieure du mur sud.
Le mur de Thémistocle, entourant la ville basse, a été construit juste après la guerre avec la Perse, avec l'espoir de se défendre contre une nouvelle invasion. Une grande partie de ces efforts de construction a été réalisée à l'aide de spolia, restes des destructions du conflit précédent.
Le Parthénon n'a été reconstruit que beaucoup plus tard, après plus de 30 ans, par Périclès, probablement à cause d'un vœu original selon lequel les temples détruits par les Achéménides ne devraient pas être reconstruits.

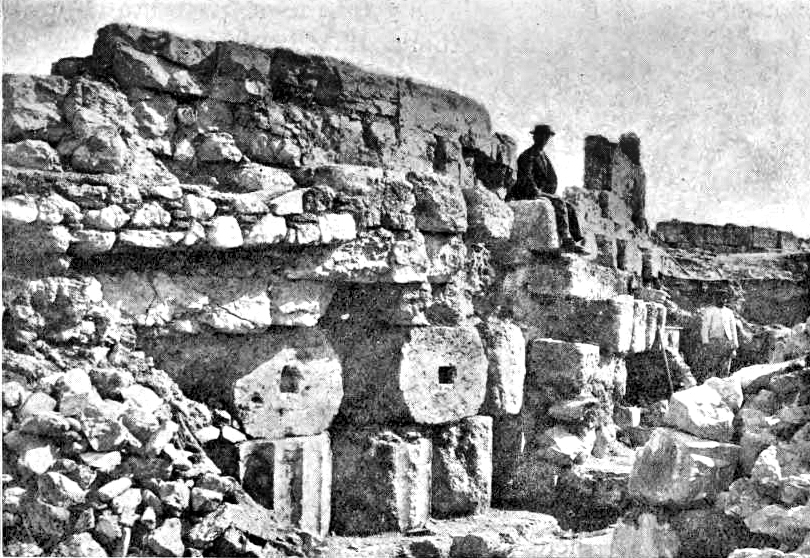
Vestiges architecturaux de l'ancien temple d'Athéna construit dans le mur nord de l'Acropole par Thémistocle.
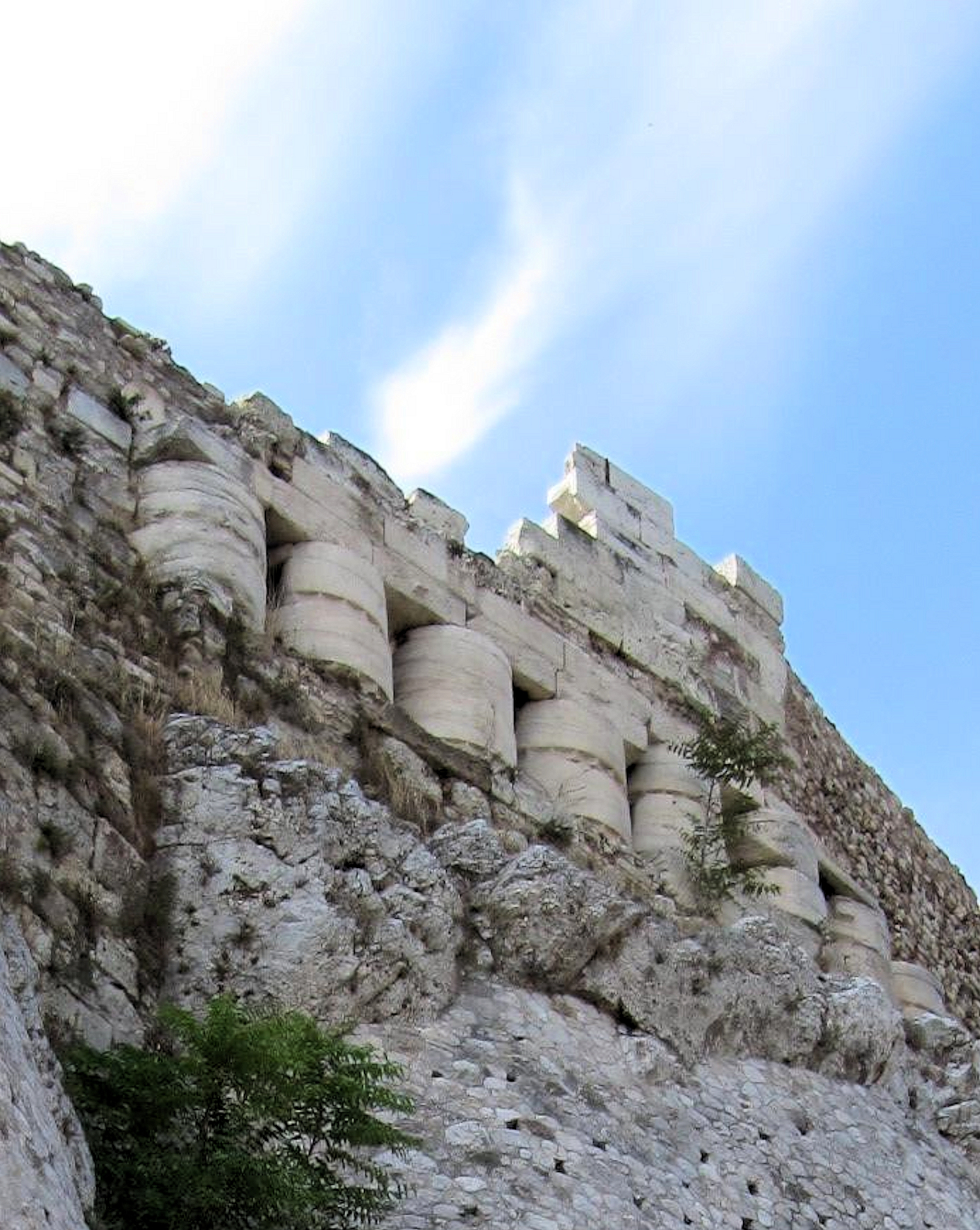
Tambours à colonnes du Préparthénon, réutilisés dans le mur nord de l'Acropole, par Thémistocle.
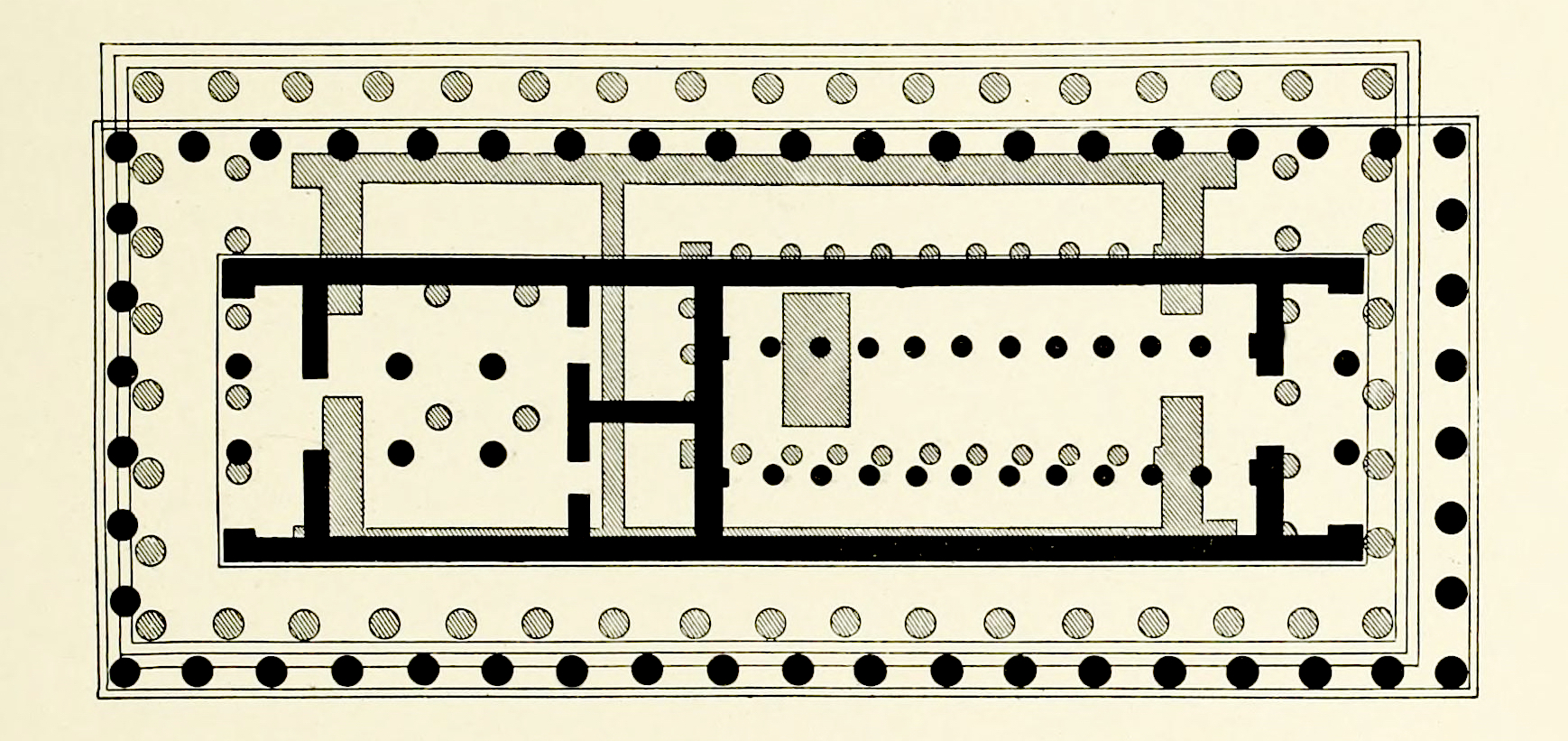
Le Préparthénon (en noir) a été détruit par les Achéménides, puis reconstruit par Périclès en 438 av. J.C. (en gris).
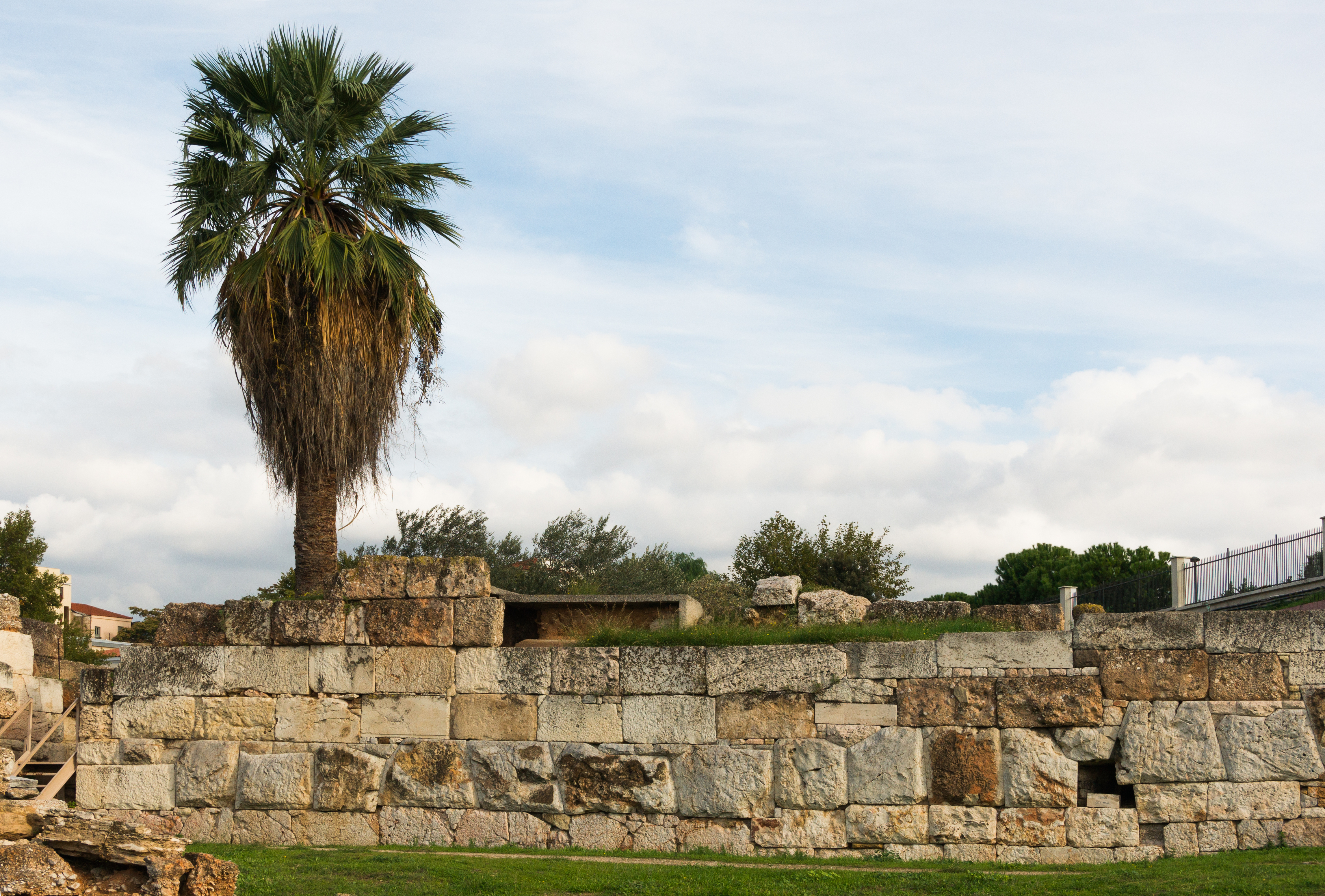
Ruines du mur de Thémistocle.

## Incendies de représailles du palais de Persépolis

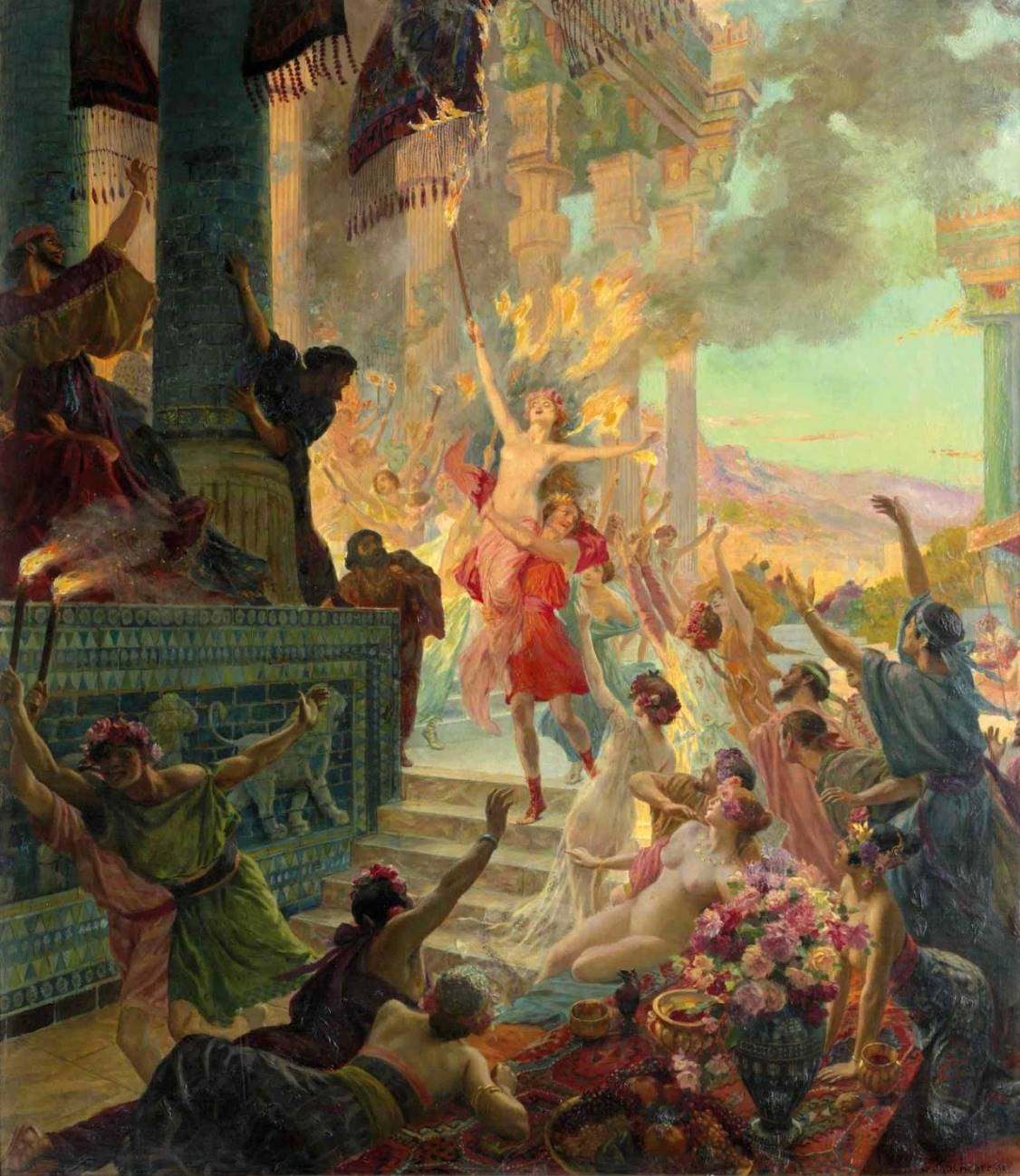
Alexandre le Grand soulevant Thaïs tenant une torche, dans L'incendie de Persépolis, Georges Rochegrosse, 1890.

En 330 av. J.-C., Alexandre le Grand a incendié le palais de Persépolis, la résidence principale de la dynastie achéménide vaincue, après une fête de beuverie et à l'instigation de Thaïs. Selon Plutarque et Diodore, cela était une vengeance pour l'incendie de l'ancien temple d'Athéna sur l'Acropole d'Athènes.